# IAC (公司)
IAC/InterActiveCorp（亦稱：IAC）是一家美國互聯網公司，在全球100多個國家持有150多個商標。其總部位於紐約市。

## 歷史
IAC形成于1986年，當時稱銀王廣播公司（Silver King Broadcasting Company），是家庭購物網絡（Home Shopping Network）的子公司。1992年獨立上市，1995年8月巴里·迪勒買下銀王廣播公司的控股權。 一年後銀王與家庭購物網絡合併，加上收購“Savoy Pictures Entertainment”，從而形成新的HSN公司（HSN, Inc）。
HSN公司在1990年代末兼並了其他幾家公司，1998年改名為USA網絡公司（USA Networks, Inc.）。
2000年代早期開始轉向發展互聯網產業，2002年5月改名“USA Interactive”、2003年6月改名“InterActiveCorp”、2004年7月改現名“IAC/InterActiveCorp”。
2017年5月14日IAC以約5億美元的價格收購消費者點評網站 Angie's List，並把旗下的點評網站HomeAdvisor與Angie’s List合併，成立新公司ANGI Homeservices Inc.
2020年7月，IAC和Match Group宣布成功完成Match Group與IAC其餘業務的分離。分離產生的結果是，取消了Match Group的雙重投票結構，以前由IAC持有的Match Group權益現在由IAC的股東直接持有。從分離開始，新IAC的交易代碼為IAC，而新Match Group的交易代碼為MTCH。
2020年8月，IAC宣布已投資美高梅國際酒店集團12％的股份。
2021年5月25日，IAC/InterActiveCorp分拆Vimeo獨立上市。

## 產業
按2021年第三季度數據，IAC的產業分為四個部分：
| - About.com - Ask.com - Citysearch - Dictionary.com - Investopedia - Mindspark Interactive Network - PriceRunner - Reference.com - CollegeHumor - Electus - The Daily Beast - Vimeo - Meredith Corp - HomeAdvisor - Shoebuy.com | - Chemistry.com - DailyBurn - HowAboutWe - Match.com - Meetic - OkCupid - OurTime.com - ParPerfeito - People Media - SpeedDate.com - Tinder - The Princeton Review - Tutor.com - Twoo |

## 外部連結
- 官方网站